# Stazione di Toyoharu
La stazione di Toyoharu (豊春駅?, Toyoharu-eki) è una stazione ferroviaria situata nella città giapponese di Kasukabe della prefettura di Saitama, ed è servita dalla linea Tōbu Noda delle Ferrovie Tōbu.

## Linee
Ferrovie Tōbu
● Linea Tōbu Noda

## Struttura
La stazione è realizzata in superficie, con due marciapiedi laterali e due binari passanti. Il fabbricato viaggiatori è raggiungibile da una passerella sopraelevata con scale mobili e ascensori.
| 1 | ● Linea Tōbu Noda | per Iwatsuki e Ōmiya                                               |
| 2 | ● Linea Tōbu Noda | per Kasukabe, Nodashi, Kashiwa, Mutsumi, Shin-Kamagaya e Funabashi |

## Stazioni adiacenti
| «                | Servizio   | »          |
| Linea Noda       | Linea Noda | Linea Noda |
| ---------------- | ---------- | ---------- |
| Higashi-Iwatsuki | Locale     | Yagisaki   |